# Lars Bo
Lars Bo Jørgensen (29. maj 1924 i Kolding – 21. oktober 1999 i Paris) var en dansk billedkunstner og forfatter. Lars Bo er mest kendt for sine grafiske værker med surrealistisk inspireret eventyrlige motiver. Lars Bo er med et kælenavn blevet kaldt for Troldmand. 
Lars Bo tegnede hos P. Rostrup Bøyesen på Statens Museum for Kunst 1939-40, og han kom på Kunsthåndværkerskolen i 1941-43, hvorefter han rejste en del i Europa og fra 1947 til sin død i 1999 boede i Paris.
I 1948-50 var han i Johnny Friedläender og Albert Flocons grafiske atelier i Paris. 
Lars Bo har forfattet bogen Det vidunderlige hus i Paris.